# Río Ocobamba
Der Río Ocobamba ist ein 58 km (einschl. Quellflüssen: 72,5 km) langer linker Nebenfluss des Río Yanatile im Osten von Peru in der Region Cusco. 

## Flusslauf
Der Río Ocobamba entsteht am Zusammenfluss von Quebrada Yanamayo (links) und Quebrada Quelcanca (rechts) auf einer Höhe von etwa 2839 m 24 km nördlich von Ollantaytambo. Er fließt anfangs 28 km nach Nordwesten. Bei Flusskilometer 30, nahe dem Distriktverwaltungszentrums Kelcaybamba, wendet sich der Fluss in Richtung Nordnordost. Schließlich trifft der Río Ocobamba auf den nach Westen strömenden Río Yanatile. Die Mündung liegt auf einer Höhe von etwa 905 m. Auf den unteren 7 Kilometern verbreitert sich das Flussbett zusehends.

## Quellflüsse
Die Quebrada Yanamayo ist der 13 km lange linke Quellfluss des Río Ocobamba. Sie entspringt  im Hauptkamm der Cordillera Urubamba auf einer Höhe von etwa 4500 m. Die Quebrada Yanamayo fließt in nordwestlicher Richtung durch das Bergland.
Die Quebrada Quelcanca ist der etwa 14,5 km lange rechte Quellfluss des Río Ocobamba. Sie entspringt  auf der Westseite des 4320 m hohen Gebirgspasses Abra Coltambillo an der Südflanke des vergletscherten Bergmassivs des 5330 m hohen Nevado Terijuay. Von dort fließt die Quebrada Quelcanca anfangs nach Südwesten. Bei der Ortschaft Quelcanca wendet sich der Fluss in Richtung Westnordwest.

## Einzugsgebiet
Der Río Ocobamba entwässert ein Areal von etwa 848 km². Dieses umfasst fast den gesamten Distrikt Ocobamba in der Provinz La Convención. Das Einzugsgebiet erstreckt sich über einen Teil der Nordflanke der Cordillera Urubamba sowie über die nördlich von dieser verlaufenden Gebirgskämme der peruanischen Ostkordillere. Das Einzugsgebiet des Río Ocobamba grenzt im Osten an das des oberstrom gelegenen Río Yanatile sowie im Süden und im Westen an das des Río Urubamba.